# Zapadînți, Letîciv
Zapadînți (în ucraineană Западинці) este un sat în comuna Șrubkiv din raionul Letîciv, regiunea Hmelnîțkîi, Ucraina.

## Demografie
Componența lingvistică a localității Zapadînți
     Ucraineană (98,73%)
     Rusă (1,27%)
Conform recensământului din 2001, majoritatea populației localității Zapadînți era vorbitoare de ucraineană (98,73%), existând în minoritate și vorbitori de rusă (1,27%).